# Calixto (nombre)
Calixto es un nombre propio masculino de origen griego en su variante en español. Proviene del griego Κάλλιστος ("bellísimo"), superlativo de καλός ("bello").

## Santoral
14 de octubre: San Calixto I, papa.

## Variantes
- Femenino: Calixta.

### Variantes en otros idiomas
| Variantes en otras lenguas | Variantes en otras lenguas |
| -------------------------- | -------------------------- |
| Español                    | Calixto                    |
| Alemán                     | Calixt                     |
| Asturiano                  | Calistu                    |
| Búlgaro                    | Каликст (Kalikst)          |
| Catalán                    | Calixt                     |
| Checo                      | Kalixt                     |
| Corso                      | Calistu                    |
| Croata                     | Kalist                     |
| Danés                      | Callistus                  |
| Esperanto                  | Kaliksto                   |
| Euskera                    | Kalista                    |
| Finlandés                  | Calixtus                   |
| Francés                    | Calixte                    |
| Gallego                    | Calisto                    |
| Griego                     | Κάλλιστος (Kállistos)      |
| Húngaro                    | Kallixtusz                 |
| Inglés                     | Callixtus                  |
| Islandés                   | Kalixtus                   |
| Italiano                   | Callisto                   |
| Latín                      | Callistus                  |
| Letón                      | Kaliksts                   |
| Lituano                    | Kalikstas                  |
| Neerlandés                 | Calixtus                   |
| Noruego                    | Callistus                  |
| Polaco                     | Kalikst                    |
| Portugués                  | Calisto                    |
| Rumano                     | Calixt                     |
| Ruso                       | Каликст (Kalikst)          |
| Sardo                      | Callistu                   |
| Serbio                     | Калист (Kalist)            |
| Sueco                      | Calixtus                   |
| Ucraniano                  | Калікст (Kalikst)          |

## Personajes Ilustres
- Calixto Bravo (1790 - 1878), célebre luchador y caudillo de la Independencia de México, primo de Nicolás Bravo, uno de los sobrevivientes de esa lucha. Fue hijo de Máximo Bravo.